# Гозело (Ардененгау)
Гозело или Гоцлин (Gozelo, Gotzelo, на латински: Gozlinus; * 914, † 19 април 942) е франкски благородник от род Вигерихиди, граф на Ардененгау и Бидгау.

## Живот
Гозело е третият син (от пет) на Вигерих († пр. 919), пфалцграф на Лотарингия, и на Кунигунда († след 923), внучка на крал Лудвиг Заекващия от род Каролинги. Брат е на Адалберо I, епископ от Мец (929 – 954), на Зигфрид I Люксембургски (граф на Люксембург), Фридрих I (херцог на Горна Лотарингия), на Гизелберт (граф на Ардененгау) и на Сигеберт († 942). Брат му Фридрих се жени за Беатрикс, дъщеря на Хуго Велики „Duc Francorum“ (Робертини).
Гозело се жени през 930 г. за Ода от Мец (* ок. 910, † 10 април 963), дъщеря на Герхард I († 22 юни 910), граф в Мецгау от род Матфриди и Ода Саксонска († 2 юли сл. 952) от династията Лиудолфинги, дъщеря на Отон I Сиятелни (херцог на Саксония) и Хадвига Бабенбег (прапраправнучка на Карл Велики). Съпругата му Ода има два братя, Вигфрид († 9 юли 953), архиепископ на Кьолн (924 – 953) и Готфрид от Юлих († сл. 949), пфалцграф на Лотарингия, женен за дъщеря на Шарл III, краля на Франция. Тя е племенница на крал Хайнрих I Птицелов от Източнофранкското кралство.

## Деца
Гозело и Ода имат децата:
- Регинар († 18 април 963), граф на Бастон, Белгия
- Хайнрих († 6 септември 1000)
- Готфрид I Пленник (* 935/940, † 3 септември сл. 995), граф на Вердюн
- Адалберо (* 935/940, † 23 януари 989), архиепископ на Реймс (969 – 989).